# Kaliguwo
Kaliguwo is een bestuurslaag in het regentschap Wonosobo van de provincie Midden-Java, Indonesië. Kaliguwo telt 1511 inwoners (volkstelling 2010).